# 1045
 Năm 1045 là một năm trong lịch Julius. 

## Sự kiện
- Vương quốc Bagratuni cáo chung, sáp nhập vào Đế quốc Đông La Mã.[1]